# Ammestre
L'ammestre ou ammeistre est un dirigeant de la ville impériale libre de Strasbourg, alors cité-État du Saint-Empire romain germanique au Moyen Âge et à l'époque moderne. Ce titre correspond à celui d'échevin, c'est-à-dire à un magistrat municipal occupant une fonction de représentation.
Considéré comme « chef de l'État » de la cité, il était élu parmi les délégués des corporations et exerçait sa fonction pour un an. Créé en 1332, cette charge perdura après l'annexion de Strasbourg au royaume de France en 1681 et jusqu'à la Révolution française.
L'étymologie fait correspondre ce mot à une contraction du terme allemand « Ambahtmeister » (Amt : fonction ; et Meister : maître). Ce terme a pu ultérieurement désigner le maire de Strasbourg.

## Histoire
Entre les XIIIe et XVIIe siècles, Strasbourg constitue une ville libre d'Empire indépendante et gouvernée par trois conseils et un ammestre. L’ensemble est appelé le « Magistrat », avec un singulier collectif marqué par une majuscule à ce mot. Il était également appelé « Régime permanent » ou « Régence perpétuelle » (en allemand : bestændige Regiment). Cette organisation permettait aux grandes familles patriciennes strasbourgeoises de détenir les pouvoirs, selon un système oligarchique.

## Gouvernement
Avec des variantes et des ajouts, le système municipal strasbourgeois est organisée avec trois pôles de pouvoir, depuis le XIIIe siècle, jusqu'à la Révolution française.

### Un exécutif
Le pouvoir exécutif était composé d'un ammestre issu de la bourgeoisie et secondé par quatre stettmestres issus de la noblesse. Ces derniers étaient également élus pour un an mais exerçaient leurs fonctions à tour de rôle pendant un trimestre.

### Trois conseils

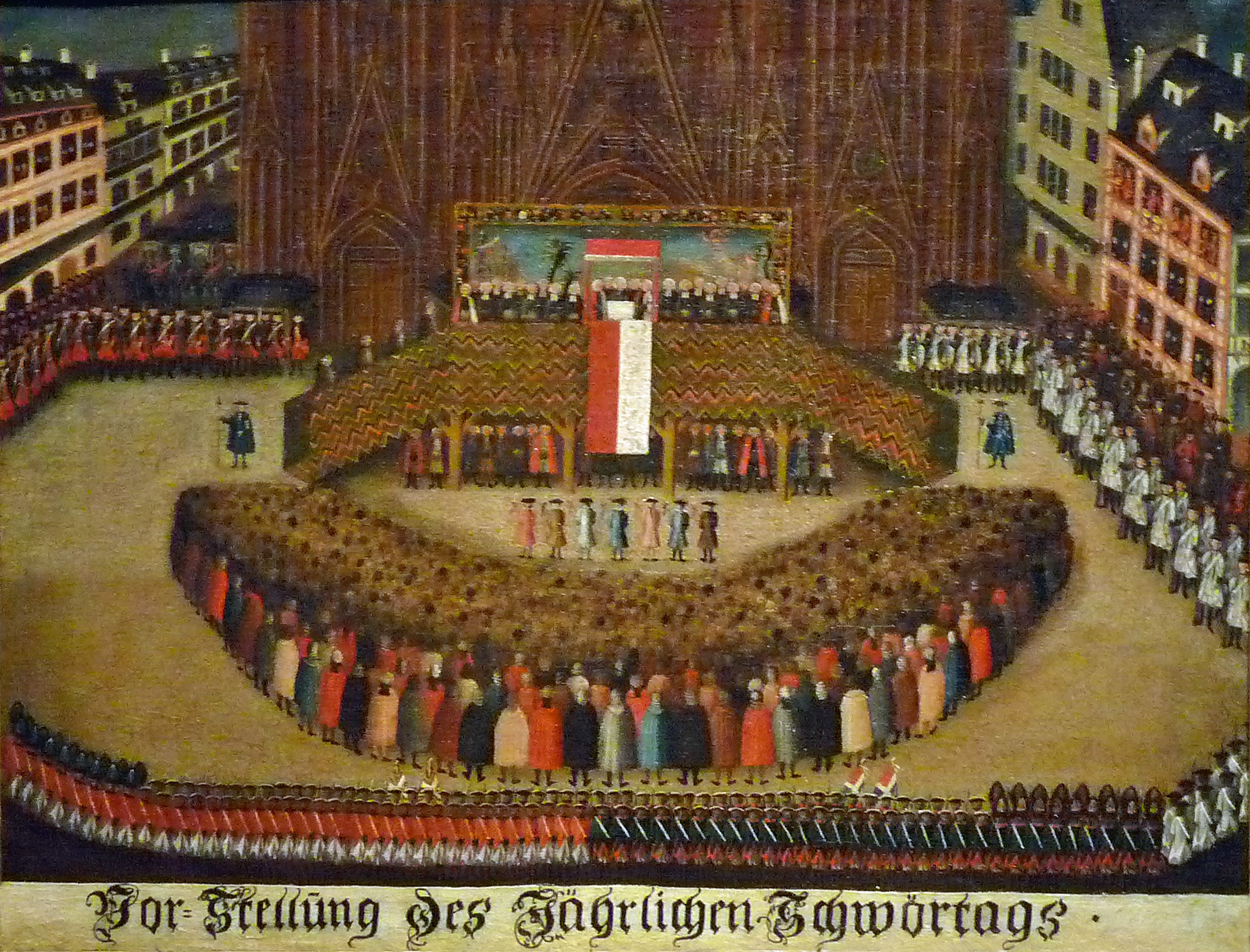
Cérémonie du Schwörtag vers 1785
(Musée historique de Strasbourg)

Le Magistrat se composait également de trois « chambres secrètes » (), :
- Le Conseil des XIII (Rat der Dreizehnte, ou dreizehner Kammer[11]) veillait sur les affaires diplomatiques et militaires. Il était composé de douze membres et présidé par l'ammestre ;
- Le Conseil des XV (Fünfzehnte, ou fünfzehner Kammer[12]) s'occupait des questions relatives à la justice et aux finances à partir de sa création en 1433 ;
- Le Conseil des XXI (alten Herren[12]) ou « Grand Conseil » (Grosser Rat), n'avait pas de mandat spécifique. Il comportait parfois plus de 21 membres, certains étant soit convoqués occasionnellement, ou requis comme suppléants pour compléter, le cas échéant, les autres conseils.

### Les corporations
En bas du système, on trouve les vingt corporations des métiers, qui élisaient 300 échevins d'où étaient issus les Conseils.

## Stabilisation
Définitivement établie dans tous ses rouages en 1482, la Constitution urbaine de Strasbourg ou « charte de serment » (Schwörbrief) subsista sans changement jusqu'en 1789 et était solennellement lue, au début de chaque année, à l'ensemble des bourgeois lors de la cérémonie de prestation de serment (Schwörtag).